# Bellator 249
Bellator 249: Cyborg vs. Blencowe è stato un evento di arti marziali miste tenuto dalla Bellator MMA il 15 ottobre 2020 al Mohegan Sun Arena di Uncasville negli Stati Uniti.

## Risultati
|                                        | Divisione             |                   |           |                 | Metodo                                     | Round     | Tempo     | Premio    |
| Main card                              | Main card             | Main card         | Main card | Main card       | Main card                                  | Main card | Main card | Main card |
| -------------------------------------- | --------------------- | ----------------- | --------- | --------------- | ------------------------------------------ | --------- | --------- | --------- |
| Sfida valida per il titolo di campione | Pesi piuma femminili  | Cris Cyborg (c)   | batte     | Arlene Blencowe | Sottomissione (rear-naked choke)           | 2         | 2:36      |           |
|                                        | Catchweight (139 lbs) | Leandro Higo      | batte     | Ricky Bandejas  | Sottomissione (rear-naked choke)           | 2         | 2:32      |           |
|                                        | Pesi massimi          | Steve Mowry       | batte     | Shawn Teed      | KO tecnico (ginocchiata e pugni)           | 1         | 4:22      |           |
|                                        | Pesi leggeri          | Saad Awad         | vs        | Mandel Nallo    | No Contest (colpo all'inguine accidentale) | 1         | 1:44      |           |
| Preliminary card                       |                       |                   |           |                 |                                            |           |           |           |
|                                        | Pesi medi             | Andrew Kapal      | batte     | Joseph Creer    | KO tecnico (stop medico)                   | 2         | 5:00      |           |
|                                        | Pesi welter           | Kemran Lachinov   | batte     | Kyle Crutchmer  | Decisione unanime (29-28, 29-28, 29-28)    | 3         | 5:00      |           |
|                                        | Pesi mediomassimi     | Christian Edwards | batte     | Hamza Salim     | Sottomissione (rear-naked choke)           | 2         | 1:28      |           |
|                                        | Catchweight (140 lbs) | Da'Mon Blackshear | batte     | Mike Kimbel     | Sottomissione (rear-naked choke)           | 2         | 4:14      |           |
|                                        | Pesi welter           | Aviv Gozali       | batte     | Logan Neal      | Sottomissione (kimura)                     | 1         | 3:22      |           |
|                                        | Pesi welter           | Albert Gonzales   | batte     | Kastriot Xhema  | KO tecnico (ritiro)                        | 2         | 5:00      |           |